# Bolognai Bertalan
Bolognai Bertalan (latinul: Bartholomaeus de Bononia, olaszul: Bartolommeo di Bologna), (? – 1294 után) középkori teológus és filozófus.
Teológiai magiszter volt Párizsban, majd Aquaspartai Máté utóda a bolognai teológiai iskolában. 1294 után eltűnik a történelemből. 41 darab Quaestio disputata maradt utána, amelyek közül filozófiai jelentőséggel is bír az Első Principiumról, a teremtésről, és a lélekről szóló darab. Fennmaradt egy De luce című írása is, amely a teológiát az optikai spekulációkkal kapcsolja össze. Bertalan számára minden ismeret forrása a Szentírás, és ebben foglaltatnak a tudományos igazságok is.
Egyesek neki tulajdonították a Pszeudo-Grosseteste-féle Summa philosophiaet is, amely hivatkozik egy De luce című írásra, azonban a Summa és Bertalan De lucéjénak stílusa és szellemiség annyira eltér egymástól, hogy nem indokolt a két mű kapcsolatára gondolni.

## További irodalom
- Étienne Gilson: A középkori filozófia története. Budapest: Kairosz Kiadó. 2015.  ISBN 9789636627850 , 455. o.